# Heteromyces
Heteromyces is een geslacht van korstmossen in de monotypische familie Cladoniaceae. Het bevat alleen Heteromyces rubescens. 